# Викул, Сергей Павлович
Сергей Павлович Викул (укр. Сергій Павлович Вікул; 1890, Винница, Подольская губерния, Российская империя — 3 ноября 1937, Сандармох, Карельская АССР, СССР) — украинский общественный и политический деятель, журналист, издатель. Член Украинской Центральной Рады. Жертва большого террора, реабилитирован в 1959 году.

## Биография
Родился, по разным данным, 25 октября или 7 ноября 1890 года в Виннице в семье священника. По национальности украинец. Учился в местной реальной школе, после на юридическом факультете Петербургского университета.
Член Украинской социал-демократической рабочей партии (УСДРП). В 1916—1917 годах редактировал газету «Наша жизнь» (орган Петроградского комитета УСДРП).
В 1917 году избран членом Украинской Центральной Рады. Был сотрудником «Рабочей газеты». В 1919 году разошёлся с линией ЦК УСДРП по отношению к советской власти, уехал в Германию, где приступил к созданию так называемой украинской коммунистической группы.
В 1928 году вернулся на Украину. Работал членом коллегии ЦСУ УССР, заместителем директора Института истории партии и Октябрьской революции при ЦК КП(б)У. С 1930 года перешёл на издательскую работу.
5 мая 1933 года был арестован по обвинению в национализме и шпионской деятельности в пользу Германии. 25 сентября 1933 года судебной тройкой при Коллегии ГПУ УССР приговорён по ст. 54-4-6-11 УК УССР к 10 годам ИТЛ. Отбывал наказание на Соловках. 9 октября 1937 года Особой тройкой УНКВД ЛО приговорён к смертной казни. Расстрелян 3 ноября 1937 года в урочище Сандармох (Карелия).
Посмертно реабилитирован в СССР Военным трибуналом Киевского военного округа 1959 г.; в независимой Украине — в 1992 году.

## Комментарии
1. ↑  Доступные источники не позволяют установить точную дату рождения. Часть из них не указывает используемый календарь, в других разница между датами по старому и новому стилю составляет 13 дней, а не 12, как должно быть в 1890 году.
2. ↑  Иногда в качестве даты смерти фигурирует дата вынесения смертного приговора, 9 октября 1937 года[2].